# منتخب التشيك تحت 16 سنة لكرة القدم
منتخب التشيك تحت 16 سنة لكرة القدم (بالتشيكية: Česká fotbalová reprezentace do 16 let)‏ هو ممثل التشيك الرسمي في المنافسات الدولية في كرة القدم 
.